# FOOTLOOSE
『FOOTLOOSE』（フットルース）は、2023年3月15日に発売されたdreamBoatの2ndシングル。

## 概要
総合男装エンタメプロジェクト "dreamBoat" の3ユニット、風男塾、BOP、Pipping Hotの総勢16名が集結。

### メンバー
風男塾(柚木関汰/英城凛空/葉崎アラン/胡桃沢鼓太郎/天堂太陽/赤星良宗/凰紫丈源)

BOP(翔咲心/海憧乙綺/彩浪遥斗/流雅真紗斗)

Pipping Hot(有光陽稀/雫月Lee/逢坂朔玖/八雲杏/碇たくみ)

## 収録曲
テイチクレコード公式サイト内の紹介ページによる。

### 初回限定盤A
CD
1. FOOTLOOSE
  - 作詞：カミカオル
  - 作曲：MUSOH/Erik Lidbom/PAICH JR.
  - 編曲：Erik Lidbom
2. 一千一秒story
  - 作詞：ans.
  - 作曲・編曲：片平翔大

DVD
- 「FOOTLOOSE」Music Video

### 初回限定盤B
CD
1. FOOTLOOSE
2. 一千一秒story

DVD
- 「FOOTLOOSE」Music Vide メイキング

### 通常盤
CD
1. FOOTLOOSE
2. 一千一秒story
3. FOOTLOOSE（Instrumental）
4. 一千一秒story（Instrumental）